# Toro de Segura de Toro
El Toro de Segura de Toro es una escultura vetona tallada en granito (datada alrededor del siglo VI a. C.) y ubicada en la población cacereña de Segura de Toro, a la que le confiere su apellido. La escultura se halla en la actualidad en su plaza Mayor